# مک‌دونالد موکانسی
مک‌دونالد موکانسی (انگلیسی: MacDonald Mukansi؛ زادهٔ ۲۶ مهٔ ۱۹۷۵) یک بازیکن فوتبال اهل آفریقای جنوبی است. 
وی همچنین در تیم ملی فوتبال آفریقای جنوبی بازی کرده‌است.